# الاتحاد السعودي لرفع الأثقال
الاتحاد السعودي لرفع الأثقال هو الجهة الراعية لرياضة رفع الأثقال في المملكة العربية السعودية، يرأسه محمد أحمد الحربي، وتشرف عليه وزارة الرياضة، تأسس في عام 1980، يقيم الاتحاد عدد من البطولات في السعودية مثل “بطولة الجائزة الكبرى” التي تعد من أقوى البطولات الداخلية لرياضة رفع الأثقال.